# Ел Мадроњо (Текила)
Ел Мадроњо (шп. El Madroño) насеље је у Мексику у савезној држави Халиско у општини Текила. Насеље се налази на надморској висини од 1463 м.

## Становништво
Према подацима из 2010. године у насељу је живело 5 становника.

### Хронологија
| Година       | 2000         | 2005        | 2010 |
| ------------ | ------------ | ----------- | ---- |
| Становништво | 32 (18 / 14) | 20 (12 / 8) | 5    |

### Попис
| # | Индикатор                     | Вредност |
| - | ----------------------------- | -------- |
| 1 | Укупно домаћинстава           | 4        |
| 2 | Укупно насељених домаћинстава | 1        |
| 3 | Величина локације             | 1        |